# Gunwharf Quays

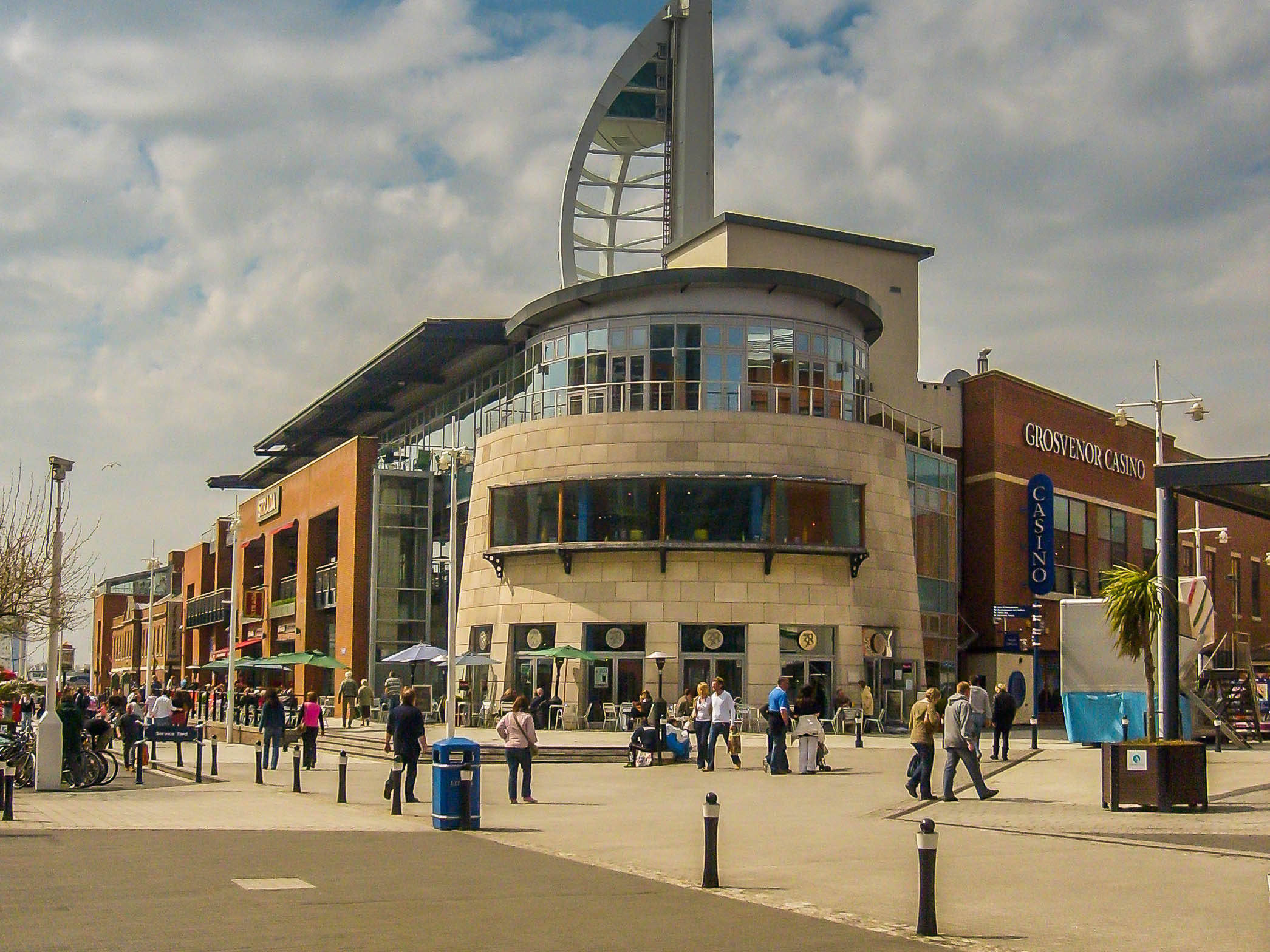
East Plaza op Gunwharf Quays

Gunwharf Quays is een gebied in Portsmouth, waar zich een groot winkelcentrum bevindt. Tevens is er de Gunwharf Tower Building, een hotel en de Spinnaker Tower.

## Geschiedenis
Het centrum opende op 28 februari 2001 en is gevestigd op het terrein van de voormalige Royal Navy shore establishment HMS Vernon, omgedoopt tot HMS Nelson op 31 maart 1986. In 1987 werd de vestiging omgedoopt tot HMS Nelson (Gunwharf), maar ter plaatse bleef het bekend als HMS Vernon.
Het concept voor de herontwikkeling werd door de plaatselijke firma HGP Architecten ontworpen. 
Hun zeer succesvolle exploitatie van de havensituatie in Baltimore, Verenigde Staten en de sympathieke integratie van oude en nieuwe architectuur maakt een interessante tegenstelling tot eerdere herontwikkelingen.